# والت وليامز (لاعب كرة قاعدة)
والت وليامز (بالإنجليزية: Walt Williams)‏ هو لاعب كرة قاعدة أمريكي، ولد في 19 ديسمبر 1943 في براونوود في الولايات المتحدة، وتوفي في 23 يناير 2016 في أبيلين في الولايات المتحدة.

## وصلات خارجية
- والت وليامز على موقع الدوري الياباني لكرة القاعدة (الإنجليزية)
- والت وليامز على موقعبيزبول رفرنس.كوم (الدوري الرئيسي) (الإنجليزية)
- والت وليامز على موقعبيزبول رفرنس.كوم (الدوري الثانوي) (الإنجليزية)
- والت وليامز على موقع مشجعي الرسوم البيانية (الإنجليزية)